# Гострий бронхіт
Гострий бронхіт — короткочасний бронхіт, запалення бронхів (великих і середніх дихальних шляхів) легень. Найпоширенішим симптомом є кашель. Інші симптоми включають виділення мокротиння, хрипи, задишку, гарячку та дискомфорт у грудях. Запалення може тривати від кількох до десяти днів. Кашель може зберігатися протягом кількох тижнів після цього, загальна тривалість симптомів зазвичай становить близько трьох тижнів. У декого симптоми тривають до шести тижнів.
Більш ніж у 90 % випадків причиною стає вірусна інфекція. Ці віруси можуть передаватися повітряно-крапельним шляхом під час кашлю або прямого контакту. Фактори ризику включають вплив тютюнового диму, пилу та інших забруднень повітря. Невелика кількість випадків захворювань пов'язана з високим рівнем забруднення повітря або бактеріями, такими як Mycoplasma pneumoniae або Bordetella pertussis. Діагноз зазвичай ставиться виходячи із ознак і симптомів людини. Колір мокротиння не вказує на вірусну чи бактеріальну інфекцію. Визначення збудника зазвичай не потрібне. Інші причини подібних симптомів включають астму, пневмонію, бронхіоліт, бронхоектатичну хворобу та хронічне обструктивне захворювання легень. Рентген грудної клітки може бути корисним для виявлення пневмонії.
Профілактика полягає у відмові від куріння та уникненні інших подразників легень. Часте миття рук і щеплення від грипу також можуть попередити захворювання. Лікування гострого бронхіту зазвичай включає відпочинок, парацетамол (ацетамінофен) і нестероїдні протизапальні препарати для полегшення гарячки. Ефективність застосування ліків від кашлю мало підтверджується, тому їх не рекомендують дітям віком до шести років. Антибіотики, як правило, не слід використовувати. Винятком є випадки, коли гострий бронхіт викликаний кашлюком. Попередні дані підтверджують, що мед і пеларгонія допомагають полегшити симптоми.
Гострий бронхіт — одне з найпоширеніших захворювань. Ним хворіють приблизно 5 % дорослих, а приблизно 6 % дітей мають принаймні один випадок захворювання на рік. Захворювання зустрічається частіше взимку. Понад 10 мільйонів людей у Сполучених Штатах щорічно звертаються до лікаря з приводу цього захворювання, приблизно 70 % з них отримують антибіотики, які у більшості цих видків не потрібні. Існують спроби зменшити використання антибіотиків при гострому бронхіті.

## Ознаки та симптоми
Основним симптомом є кашель з виділенням мокротиння, яке може бути гнійним. Хвороба також може викликати задишку або хрипи. Інфекції верхніх дихальних шляхів часто передують гострому бронхіту з накладенням симптомів, включаючи головний біль, закладеність носа, біль у горлі. Гарячка та інші системні симптоми рідко спостерігаються при гострому бронхіті; їх наявність викликає підозру на грип або пневмонію.

## Причини
Гострий бронхіт може бути викликаний інфекційними збудниками, найчастіше вірусами. До типових вірусів належать респіраторний синцитіальний вірус, риновірус, вірус грипу та інші. Бактерії є рідкісними збудниками, але можуть включати Mycoplasma pneumoniae, Chlamydophila pneumoniae, Bordetella pertussis, Streptococcus pneumoniae та Haemophilus influenzae.
- Пошкодження, спричинене подразненням дихальних шляхів, призводить до запалення та до проникнення нейтрофілів у легеневу тканину.
- Гіперсекреції слизової сприяє речовина, що виділяється нейтрофілами.
- Подальша обструкція дихальних шляхів спричинена більшою кількістю келихоподібних клітин у малих дихальних шляхах. Це характерно для хронічного бронхіту.
- Хоча інфекція не є причиною хронічного бронхіту, вважається, що вона сприяє підтримці бронхіту.

## Діагностика

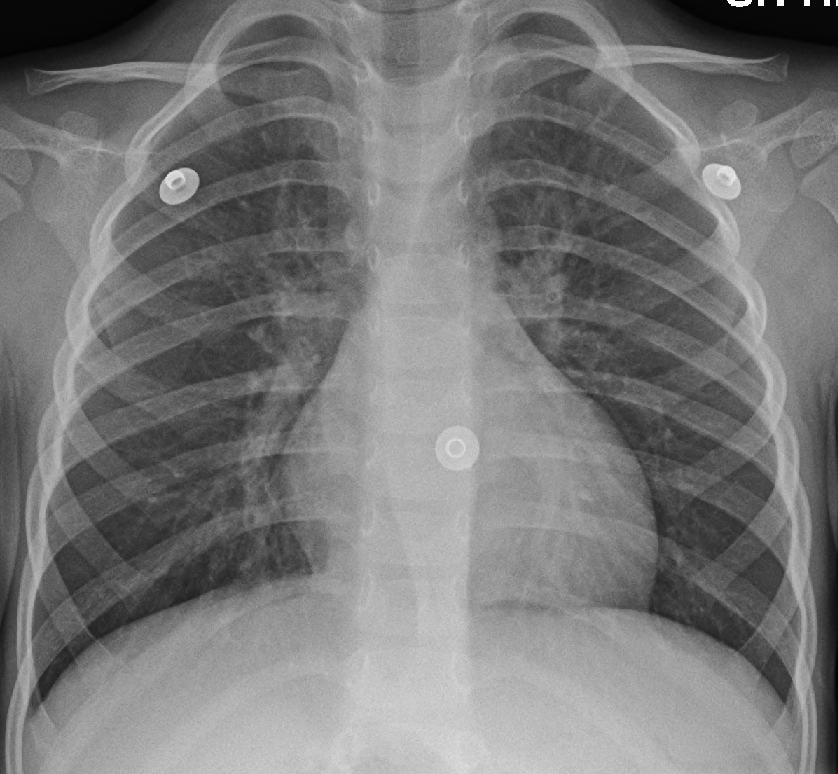
Легка, яка спостерігається при вірусному бронхіті

Фізикальне обстеження часто виявляє зниження інтенсивності дихальних шумів, хрипи та подовжений видих. Під час обстеження лікарі покладаються на анамнез і наявність постійного або гострого нападу кашлю та інфекції верхніх дихальних шляхів без ознак пневмонії. Гострий бронхіт зазвичай є клінічним діагнозом, який ґрунтується на анамнезі та огляді пацієнта, і його слід запідозрити у пацієнтів із гострим початком кашлю, який часто виникає після інфекції верхніх дихальних шляхів без ознак пневмонії.
Хоча загальноприйнятого клінічного визначення гострого бронхіту не існує, є запропонований набір практичних критеріїв, які включають:
- Гостре захворювання тривалістю менше трьох тижнів.
- Кашель як домінуючий симптом.
- Принаймні ще один симптом нижніх дихальних шляхів, наприклад виділення мокротиння, хрипи, біль у грудях.
- Немає альтернативного пояснення симптомів.

Людям з кашлем і задишкою можуть бути проведені різні тести:
- Рентген грудної клітки[en] корисний для виключення пневмонії, яка частіше зустрічається у людей з гарячкою, прискореним серцебиттям, прискореним диханням або людей похилого віку.[8]
- Зразок мокротиння, що містить нейтрофільні гранулоцити (запальні білі кров'яні тільця) і посів, що містить патогенні мікроорганізми, такі як стрептокок.
- Аналіз крові вкаже на запалення (про що свідчить підвищена кількість лейкоцитів і підвищений C-реактивний білок).

У грудній клітці може прослуховуватися ослаблення дихання та хрипи що виникають при кашлі. Тупість при перкусії та тертя плеври свідчать про поширення захворювання за межі бронхів, як це спостерігається при пневмонії. Пароксизм кашлю з супроводжуваним хрипом на вдиху та блювотою свідчить про кашлюк.

## Профілактика
Профілактика полягає у відмові від куріння та уникненні інших подразників легенів. Часте миття рук також може захистити від госторого бронхіту. Крім того, оральна цільноклітинна нетипова вакцина проти Haemophilus influenzae, введена восени, продемонструвала короткочасну ефективність у зниженні частоти та тяжкості захворювання госторим бронхітом взимку.

## Лікування
Більшість випадків проходять самостійно та людина одужує через кілька тижнів. Знеболюючі препарати можуть полегшити симптоми. Інші рекомендації можуть включати відпочинок і підтримання належної гідратації.

### Антибіотики
Дослідження не підтверджують ефективність загального використання антибіотиків при гострому бронхіті. Систематичний огляд виявив, що антибіотики зменшують кашель у середньому на 12 годин (із загальної середньої тривалості захворювання 14–28 днів). Антибіотики спричиняють більше побічних ефектів, таких як нудота та діарея, а також можуть сприяти розвитку стійких до антибіотиків бактерій. Цілком можливо, що вони корисні для вразливих груп, таких як слабкі та літні люди, але не було отримано достатньо дослідницької інформації, щоб підтвердити це.
Коли лікарі називають гострий бронхіт іншими назвами, такими як застуда або вірусні інфекції, це зменшує використання пацієнтами антибіотиків та підвищує задоволеність пацієнтів, яким антибіотики не були призначені.

### Відмова від куріння
Щоб бронхіальне дерево швидше загоїлося і бронхіт не погіршувався, курці повинні повністю припинити курити.

### Альтернативні терапевтичні підходи
Сальбутамол не ефективний у дітей з гострим кашлем у яких не обмежені дихальні шляхи. Є незначні докази того, що сальбутамол може бути корисним у дорослих із свистячим диханням через обмежені дихальні шляхи; однак це може призвести до нервозності, тремтіння або тремору.

## Прогноз
Гострий бронхіт зазвичай триває кілька днів або тижнів. Він може супроводжувати застуду чи грип, або виникати відразу після них, а може виникнути самостійно. Бронхіт зазвичай починається з сухого кашлю, в тому числі може викликати пробудження хворого вночі. Через кілька днів він прогресує до більш вологого або продуктивного кашлю, який може супроводжуватися гарячкою, втомою та головним болем. Гараяка, втома та нездужання можуть тривати лише кілька днів, але вологий кашель може тривати до кількох тижнів.

## Епідеміологія
Гострий бронхіт — одне з найпоширеніших захворювань. Ним хворіють приблизно 5 % дорослих, а у приблизно 6 % дітей гострий бронхіт трапляється принаймні один раз на рік. Хвороба частіше зустрічається взимку.
У немовлят віком до одного року гострий бронхіт був найпоширенішою причиною госпіталізації після відвідування відділення невідкладної допомоги в США в 2011 році.